# فلويد بي. أولسون
فلويد بي. أولسون هو نقابي ومحامي وسياسي أمريكي، ولد في 13 نوفمبر 1891 في مينيابوليس في الولايات المتحدة، وتوفي في 22 أغسطس 1936 في روشستر في الولايات المتحدة بسبب سرطان المعدة. نشط حزبياً في Minnesota Farmer–Labor Party ‏ والحزب الديمقراطي. وقد انتخب حاكم مينيسوتا ‏ (6 يناير 1931 – 22 أغسطس 1936).